# Cantó de Tolosa-12
El cantó de Tolosa-12 és un cantó francès del departament de l'Alta Garona, a la regió d'Occitània. Està inclòs al districte de Tolosa, està format per una part del municipi que és cap del cantó i de la prefectura: Tolosa de Llenguadoc.

## Barris
- Bèla font
- Miralh-Universitat
- La Reinariá
- Las Pradetas
- Sant Simon